# Choi Yong-kun

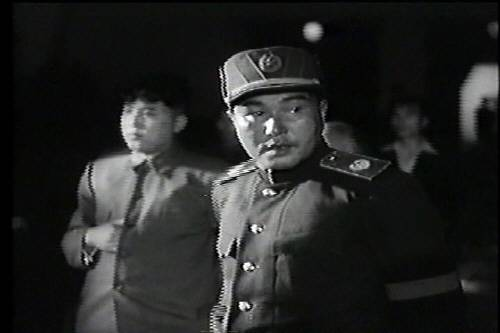
Kim Il-sung e Choi Yong-kun (1951)

Choi Yong-kun (Chosŏn'gŭl: 최용건; hancha: 崔庸健; MR: Ch'oe Yonggŏn; rr: Choe Yonggeon; Pyongan Norte, 21 de junho de 1900 — Pionguiangue, 19 de setembro de 1976) foi um soldado, político, presidente da Coreia do Norte e membro da resistência à ocupação japonesa da península da Coreia, antes de 1945 combateu no exército russo sob o apelido Sukcheon (Chosŏn'gŭl: 석천; hancha: 石泉).
Foi ministro da Defesa da Coreia do Norte entre 2 de setembro de 1948 e 20 de setembro de 1957 e vice-chefe de Estado entre 1 de março de 1958 e 28 de dezembro de 1972. Foi vice-presidente entre 14 de dezembro de 1972 e 19 de setembro de 1976.